# Balista

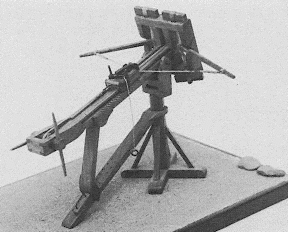
Římská balista

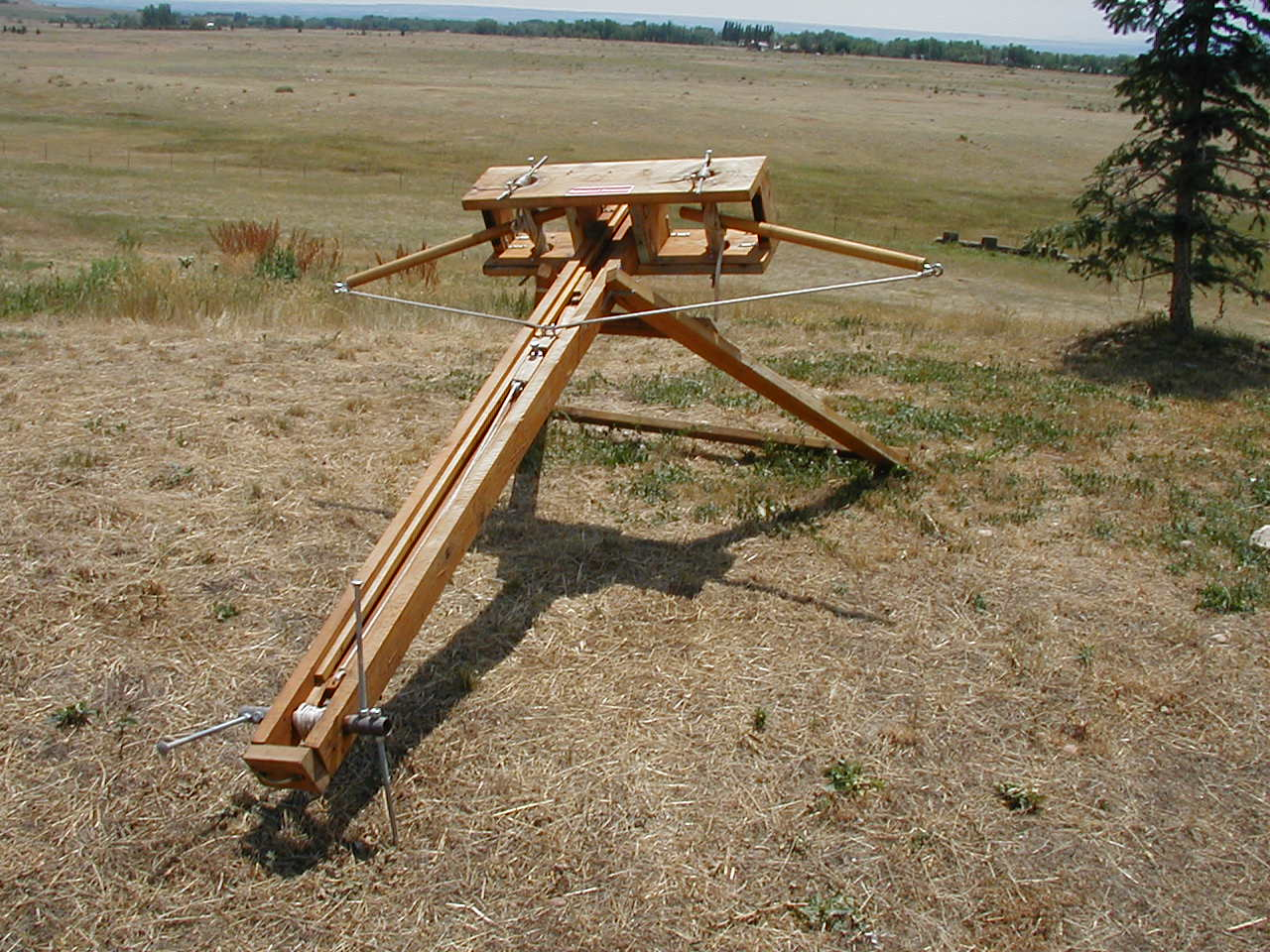
Jiná rekonstrukce balisty

Balista byl stroj na vrhání kamenných projektilů a šípových střel velikosti oštěpu, který vynalezli Římané cca roku 150 př. n. l. Balista, řecky palintonon, sloužila k vrhání kamenných nebo kovových střel strmou drahou pod úhlem cca 45 stupňů. Dostřel balisty byl kolem 350–450 m střelou těžkou 0,5 kg.
Stroj byl vylepšenou kopií řeckých zbraní oxybeles a gastraphetes. Jejich konstrukce byla sestavena z podstavce, vodicího prvku se žlábkem, napínacího a spoušťového ústrojí a dvou ramen spojených tětivou a zasunutých do svazků zkroucených žíní nebo lan. Od Řeků převzali tuto techniku Římané, kteří stroje upravili, přejmenovali a zařadili do své armády a námořnictva na paluby galér.
Podstavec je orientovaný na střelbu po balistické dráze a nebyl výškově stavitelný. Na horní straně byl dřevěný rám se svazky zkroucených žíní z koňských ocasů nebo zvířecích šlach. V nich byla zasunuta ramena s tětivou a kapsou na střelu. Tětiva se zavřela do spouště, a potom se napínala soustavou kladek (kladkostrojem) a rumpálem. Oba svazky musely být stejně zkroucené (měly stejné předpětí), aby ramena měla stejnou torzi neboli tah, a střela letěla na cíl.

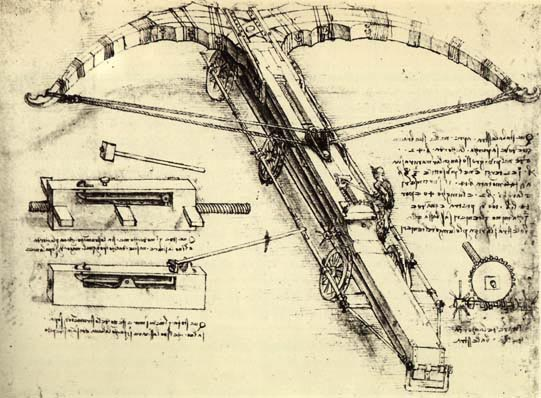
Skica Leonarda da Vinciho s kresbou balisty, kolem roku 1500

Říman Flavius Vergetlius Renatus uvádí ve své knize Nárys vojenského umění: „Jestliže je dobře seřízena podle pravidel mechaniky a je obsluhována zkušenou obsluhou, probije vše, co zasáhne.“